# José Milicua Illarramendi
José Milicua Illarramendi (Oñati, Guipúscoa, 1921- Barcelona, 20 de maig de 2013) fou un historiador de l'art d'origen basc.
Format a la Universitat de Barcelona, de la qual va ser catedràtic d'història de l'art, orientà els seus estudis cap a la pintura espanyola i italiana del sis-cents, especialment en la figura de Josep de Ribera. En la seva formació influirien també Roberto Longhi i Josep Gudiol i Ricart, de qui fou deixeble i amic. Seguint l'ensenyament de Longhi, Milicua destacà per l'anàlisi acurada de les obres d'art, que li permeté establir l'atribució d'algunes peces mestres d'autoria no identificada, i reconstruir la trajectòria de períodes mal coneguts d'alguns pintors destacats.
Participà, com a director fundador, en la creació de la Escuela de Bellas Artes de Bilbao el 1970-1971. Fou professor i director (1975-77) de l'Escola Superior de Belles Artes de Sant Jordi, i professor emèrit a la Universitat Pompeu Fabra de Barcelona (1992 - 1999). Va ser vocal del Real Patronato del Museo del Prado des de 1993, i de la Junta de Qualificació, Valoració i Exportació de Béns del Patrimoni Cultural de Catalunya.
Fou acadèmic honorari de la Real Academia de Bellas Artes de San Fernando i de la Reial Acadèmia Catalana de Belles Arts de Sant Jordi, vocal del Patronat de l'Institut Amatller d'Art Hispànic de Barcelona, de la Fundación de Apoyo a la Historia del Arte, de Madrid, i membre d'honor de l'Associació Catalana de Crítics d'Art.
Refinat col·leccionista, el 1974 va fer donació de l'obra Desposoris de la Verge, de Pier Francesco Mazzuccheli, al Museu del Prado, i d'una obra d'Aurelio Arteta al Museu de Belles Arts de Bilbao, el 1998.

## Obra
- Palencia monumental. Madrid: Plus Ultra, 1954
- Història universal de l'art [sota la direcció de J. Milicua]. Barcelona: Planeta, 1988-1999. 10 vols.
- Diez estudios sobre pintura. Barcelona: Tecnograf, 1991
- Ojo crítico y memoria visual: estudios de arte; textos reunidos por A. Ramon. Madrid: Centro de Estudios Europa Hispánica, 2016